# ARC Resources
ARC Resources ist ein kanadisches Unternehmen mit Sitz in Calgary. Das Unternehmen fördert Erdöl sowie Erdgas in British Columbia, Alberta, Saskatchewan und Manitoba. Der geographische Schwerpunkt liegt allerdings eindeutig in der Montney-Region in Alberta und im Nordosten British Columbia, tätig. Die Montney-Region zählt zu den wirtschaftlich an schnellsten wachsenden Regionen Nordamerikas im Energiesektor
ARC Resources verfügt über eine integrierte Wertschöpfungskette, dass bedeutet das Unternehmen ist nicht nur bei der Exploration von Lagerstätten und der Erdöl- und Erdgasförderung tätig, sondern auch im Bereich Verarbeitung, Vertrieb und Lieferung.
ARC besitzt mit der Ante Creek Facility die größte nach dem Equitable Origin zertifizierte Produktionsstätte in Kanada.

## Geschichte
Das Unternehmen ARC Resources wurde 1996 als Royalty Trust gegründet dies war eine beliebte Rechtsform im kanadischen Energiesektor, bei dem die Unternehmen die Einnahmen direkt, oft mit steuerlichen Vorteilen, an die Aktionäre ausschütten konnten. Bei der Gründung übernahm ARC Resources aus Teile von Mobil Oil Canada, diese Übernahme wurde durch einen Börsengang an der Toronto Stock Exchange finanziert dabei wurden 180 Millionen US-Dollar erlöst
In den folgenden Jahren wuchs das Unternehmen durch Akquisitionen von Starcor Energy Royalty Fund, Orion Energy und Startech Energy durch den Zukauf von Star Oil & Gas Ltd. für 710 Millionen US-Dollar, erhielt das Unternehmen Zugriff auf das Dawson-Gasfeld. Weitere Akquisitionen erfolgten 2005 als Einrichtungen von Imperial Oil und ExxonMobil in den Pembina und Redwater-Gasfeldern. Im gleichen Jahr konnte zum ersten Mal eine neue Bohrtechnologie für horizontale Bohrlöcher kommerziell erfolgreich einsetzen
inzwischen ist diese Technologie zur Schlüsseltechnologie bei der Förderung aus dichten Gasvorkommen herangewachsen 45,7 12700.
Am 1. Januar 2011 erfolgte die Umwandlung von einem Royalty Trust zu einer Aktiengesellschaft, nachdem sich die steuerlichen Regelungen für Royalty Trust geändert haben. Der nächste große Schritt in der Unternehmensgeschichte war der Verkauf von Förderrechten und Einrichtungen im südöstlichen Saskatchewan an die Spartan Energy Corporation, um zukünftig einen stärkeren Fokus auf die westlichen Provinzen Kanadas zu legen.
Die größte Fusion erfolgte im April 2021 mit dem Zusammenschluss von ARC Resources und Seven Generations Energy Ltd er bestand aus einem Aktientausch im Wert von 8,1 Milliarden.
Das fusionierte Unternehmen wurde dadurch zum größte Produzent in Montney-Produzent, zum drittgrößte Erdgasproduzent und das sechstgrößte Upstream-Energieunternehmen Kandas. Die Geschäftsfelder bestehen dadurch zu rund 40 Prozent auf den Bereich Flüssiggas und 60 Prozent auf den Bereich Erdgas.